# Чемпіонат Європи з художньої гімнастики 2007
Чемпіонат Європи з художньої гімнастики 2007 пройшов з 29 червня по 1 липня в місті Баку, Азербайджан.

## Медалісти
| Дисципліна         | Золото                                            | Срібло                                  | Бронза                                                  |
| Команда            | Команда                                           | Команда                                 | Команда                                                 |
| ------------------ | ------------------------------------------------- | --------------------------------------- | ------------------------------------------------------- |
| Командна першість  | Росія Вєра Сесіна Євгенія Канаєва Ольга Капранова | Україна Ганна Безсонова Наталія Годунко | Азербайджан Алія Гараєва Дінара Гаматова Анна Гурбанова |
| Особиста першість  |                                                   |                                         |                                                         |
| Вправа з скакалкою | Алія Гараєва (AZE)                                | Вєра Сесіна (RUS)                       | Ольга Капранова (RUS)                                   |
| Вправа з обручем   | Ольга Капранова (RUS)                             | Ганна Безсонова (UKR)                   | Вєра Сесіна (RUS)                                       |
| Вправа з стрічкою  | Євгенія Канаєва (RUS)                             | Ганна Безсонова (UKR)                   | Вєра Сесіна (RUS)                                       |
| Вправа з булавами  | Вєра Сесіна (RUS)                                 | Ольга Капранова (RUS)                   | Ганна Безсонова (UKR)                                   |

## Медалісти (групові вправи), юніори
| Дисципліна     | Золото         | Срібло         | Бронза         |
| Групові вправи | Групові вправи | Групові вправи | Групові вправи |
| -------------- | -------------- | -------------- | -------------- |
| 5 булав        | Росія          | Болгарія       | Білорусь       |

## Медальний залік
| Місце               | Країна              | Золото | Срібло | Бронза | Загалом |
| ------------------- | ------------------- | ------ | ------ | ------ | ------- |
| 1                   | Росія (RUS)         | 5      | 2      | 3      | 10      |
| 2                   | Азербайджан (AZE)   | 1      | 0      | 1      | 2       |
| 3                   | Україна (UKR)       | 0      | 3      | 1      | 4       |
| 4                   | Болгарія (BUL)      | 0      | 1      | 0      | 1       |
| 5                   | Білорусь (BLR)      | 0      | 0      | 1      | 1       |
| Загалом (5 збірних) | Загалом (5 збірних) | 6      | 6      | 6      | 18      |

## Зовнішні посилання
- FIG official site[недоступне посилання з 01.09.2018]
- Official results. Архів оригіналу за 5 січня 2009. Процитовано 9 квітня 2024. (475 KB)